# Rivière Saint-Père
Rivière Saint-Père är ett vattendrag i Kanada.   Det ligger i provinsen Québec, i den sydöstra delen av landet, 400 km norr om huvudstaden Ottawa. Rivière Saint-Père ligger vid sjön Lac Wetetnagami.
I omgivningarna runt Rivière Saint-Père växer i huvudsak blandskog. Trakten runt Rivière Saint-Père är nära nog obefolkad, med mindre än två invånare per kvadratkilometer.